# Piazza Rondanini
Piazza Rondanini è un singolo pubblicato il 15 novembre 2017 da Shalpy.

## Video musicale
Il brano è accompagnato da un video musicale in cui Shalpy è co-protagonista di una storia d'amore con Jane Alexander, il tutto sarà vissuto come in un film anni '70.